# El Crucero, Hueytlalpan
El Crucero är en ort i Mexiko.   Den ligger i kommunen Hueytlalpan och delstaten Puebla, i den sydöstra delen av landet, 170 km öster om huvudstaden Mexico City. El Crucero ligger 1 029 meter över havet och antalet invånare är 463.
Terrängen runt El Crucero är huvudsakligen kuperad. El Crucero ligger uppe på en höjd. Runt El Crucero är det ganska tätbefolkat, med 104 invånare per kvadratkilometer. Närmaste större samhälle är Olintla, 5,4 km nordväst om El Crucero. Omgivningarna runt El Crucero är en mosaik av jordbruksmark och naturlig växtlighet.